# Aleksander Andruszkiewicz
Aleksander Andruszkiewicz (ur. 1808 w Sytkach, zm. 8 grudnia 1868 w Paryżu) – pułkownik, powstaniec z 1830 i 1863, naczelnik wojenny w Augustowskiem podczas powstania styczniowego.
W 1825 wstąpił do armii Królestwa Kongresowego. 3 września 1831 uzyskał stopień podporucznika. Po upadku powstania listopadowego udał się do Prus, gdzie został internowany w Malborku. Mimo złożenia przysięgi wierności carowi pozostał na emigracji. Działał w Towarzystwie Demokratycznym Polskim i Zjednoczeniu Emigracji Polskiej. W trakcie Wiosny Ludów udał się do Krakowa i organizował siłę zbrojną w Rzeszowskiem.
Podczas powstania styczniowego został pułkownikiem i w kwietniu 1863 przybył w Augustowskie, gdzie pełnił funkcję wojewódzkiego naczelnika wojennego i objął dowództwo nad oddziałem powstańczym, liczącym ok. 200 ludzi. Stoczył kilka potyczek w północnej części guberni, m.in. 9 kwietnia pod Lokajciami, a następnie połączył się w Puszczy Augustowskiej z oddziałem dowodzonym przez Józefa Konstantego Ramotowskiego „Wawra”. Komendę nad żołnierzami przekazał Ramotowskiemu, zachowując jednak stanowisko naczelnika wojennego.
We wrześniu 1863 z powodu złego stanu zdrowia został urlopowany i wyjechał do Krakowa, Turcji, a następnie Paryża.
Zmarli powstańcy 1863 roku zostali odznaczeni przez prezydenta RP Ignacego Mościckiego 21 stycznia 1933 roku Krzyżem Niepodległości z Mieczami.